# Rafael Aguilar Páez
Rafael Aguilar Páez (Cusco, 25 de octubre de 1891 – Lima, septiembre de 1972) fue un catedrático, periodista y político peruano. 
Nació en la ciudad del Cusco y realizó sus estudios en el Colegio Nacional de Ciencias y en la Universidad Nacional de San Antonio Abad del Cusco graduándose de abogado. Fue profesor del Colegio Nacional de Ciencias entre 1917 y 1932 y de la Universidad desde 1921. Entre 1934 y 1935 fue designado como Alcalde del Cusco.
Fue elegido senador por el departamento del Cusco en 1945 quedando trunco su periodo debido al golpe de Estado contra el presidente José Luis Bustamante y Rivero. En 1950 volvió a ser electo senador hasta el año 1956 durante el gobierno de Manuel A. Odría.
Entre 1949 y 1950 fue elegido para ejercer el cargo de rector de la Universidad Nacional de San Antonio Abad del Cusco.
Adicionalmente, fue el director de los periódicos cusqueños "El Sol del Cuzco" (1926) y "El Comercio" (1928-1930). Falleció en la ciudad de Lima en septiembre de 1972.
La avenida principal de la urbanización Marcavalle en el distrito de Wánchaq, Cusco, lleva su nombre.